# Кріс Келлі
Кріс Келлі (англ. Chris Kelly; 11 листопада 1980, м. Торонто, Канада) — канадський хокеїст, центральний нападник. Виступає за «Бостон Брюїнс» в Національній хокейній лізі.
Виступав за «Лондон Найтс» (ОХЛ), «Садбері Вулвз» (ОХЛ), «Гренд-Репідс Гріффінс» (АХЛ), «Бінгемтон Сенаторс» (АХЛ), «Оттава Сенаторс».
В чемпіонатах НХЛ — 500 матчів (80 голів, 108 передач), у турнірах Кубка Стенлі — 61 матч (9 голів, 17 передач).
Досягнення
- Володар Кубка Стенлі (2011).